# Osie Johnson
James "Osie" Johnson (11 de enero de 1923 en Washington D. C. - 10 de febrero de 1966 en la ciudad de Nueva York) fue un baterista, arreglista y cantante de jazz. 
Estudió en Armstrong Highschool donde fue compañero de clase de Leo Parker y Frank Wess.  Primero trabajó con Sabby Lewis y luego, después de servir en la Marina de los Estados Unidos, trabajó como autónomo durante un tiempo en Chicago. De 1951 a 1953, fue miembro de la banda de Earl Hines. 
Se le puede escuchar en álbumes de Paul Gonsalves, Zoot Sims y Mose Allison y es el baterista de "Mack the Knife" de Bobby Darin. (Algunas fuentes mencionan a Don Lamond como baterista de "Mack the Knife") y del primer álbum de Ray Conniff, 'S Wonderful!. Grabó el álbum A Bit of the Blues como cantante y organizó un "éxito" para la cantante Dinah Washington. Sus últimas grabaciones como cantante fueron en un álbum J. J. Johnson, ahora compilado como una colección llamada Goodies .
En 1957, apareció con Thelonious Monk y Ahmed Abdul-Malik en The Sound of Jazz. 
Murió de insuficiencia renal en 1966, a la edad de 43 años. 

## Discografía

### Como líder
- 1955: Johnson's Whacks
- 1955: Osie's Oasis con Henry Coker, Charlie Fowlkes, Milt Hinton, Bill Hughes, Thad Jones, Dick Katz, Wendell Marshall, Frank Wess, Ernie Wilkins
- 1955: Swingin' Sounds
- 1956: A Bit of the Blues
- 1957: The Happy Jazz of Osie Johnson (Bethlehem)

### Como acompañante
Con Bob Brookmeyer
- Brookmeyer (Vik, 1956)
- Jazz Concerto Grosso con Gerry Mulligan y Phil Sunkel (ABC-Paramount, 1957)
- The Street Swingers con Jim Hall y Jimmy Raney (World Pacific, 1957)
- Kansas City Revisited (United Artists, 1958)

Con Jimmy Cleveland
- Introducing Jimmy Cleveland y His All Stars (EmArcy, 1955)
- Rhythm Crazy (EmArcy, 1964)

Con Al Cohn
- Mr. Music (RCA Victor, 1955)
- The Natural Seven (RCA Victor, 1955)
- That Old Feeling (RCA Victor, 1955)
- Four Brass One Tenor (RCA Victor, 1955)
- From A to...Z (RCA Victor, 1956) con Zoot Sims
- The Sax Section (Epic, 1956)
- Cohn on the Saxophone (Dawn, 1956)

Con Coleman Hawkins
- Accent on Tenor Sax (Urania, 1955)
- The Hawk in Hi Fi (RCA Victor, 1956)
- The Hawk in Paris (Vik, 1956)
- Soul (Prestige, 1958)
- Hawk Eyes (Prestige, 1959)
- Coleman Hawkins All Stars con Joe Thomas y Vic Dickenson (Swingville, 1960)
- At Ease con Coleman Hawkins (Moodsville, 1960)
- Coleman Hawkins y His Orchestra (Crown, 1960)
- The Hawk Swings (Crown, 1960)

Con Johnny Hodges
- Sandy's Gone (Verve, 1963)
- Blue Rabbit (Verve, 1964)
- Con-Soul &amp; Sax con Wild Bill Davis (RCA Victor, 1965)

Con Hank Jones
- The Talented Touch (Capitol, 1958)
- This Is Ragtime Now! (ABC-Paramount, 1964)

Con Quincy Jones
- The Birth of a Band! (Mercury, 1959)
- Quincy Jones Explores the Music of Henry Mancini (Mercury, 1964)

Con Howard McGhee
- Life Is Just a Bowl of Cherries (Bethlehem, 1956)
- Music from the Connection (Felsted, 1960)

Con Joe Newman
- New Sounds in Swing con Billy Byers (Jazztone, 1956)
- I Feel Like a Newman (Storyville, 1956)
- The Midgets (Vik, 1956)
- Locking Horns (Rama, 1957) con Zoot Sims

Con Oscar Pettiford
- Basically Duke (Bethlehem, 1954)
- Another One (Bethlehem, 1955)
- The Oscar Pettiford Orchestra in Hi-Fi (ABC-Paramount, 1956)

Con Jimmy Raney
- Jimmy Raney featuring Bob Brookmeyer (ABC-Paramount, 1956) con Bob Brookmeyer
- Two Jims y Zoot (Mainstream, 1964) con Jim Hall y Zoot Sims

Con Ben Webster
- Music con Feeling (Norgran, 1955)
- See You at the Fair (Impulse!, 1964)

Con otros
- Manny Albam, The Drum Suite (RCA Victor, 1956) con Ernie Wilkins
- Mose Allison, I Don't Worry About a Thing (Atlantic, 1962)
- Harry Belafonte, Belafonte Sings the Blues (RCA Victor, 1959)
- Charles Brown, Ballads My Way (Mainstream, 1965)
- Clifford Brown, The Beginning y the End (Columbia, 1973)
- Ray Bryant, Ray Bryant Trio (Epic, 1956)
- Kenny Burrell, Bluesin' Around (Columbia, 1983)
- Ralph Burns y Leonard Feather, Winter Sequence (MGM, 1954)
- Arnett Cobb, Smooth Sailing (Prestige, 1959)
- Freddy Cole, Waiter, Ask the Man to Play the Blues (Dot, 1964)
- Bobby Darin, That's All (Atco, 1959)
- Jean DuShon, Feeling Good (Cadet, 1965)
- Art Farmer, Last Night When We Were Young (ABC-Paramount, 1957)
- Aretha Franklin, Aretha: With The Ray Bryant Combo (Columbia, 1961)
- Curtis Fuller, Cabin in the Sky (Impulse!, 1962)
- Bennie Green, Bennie Green Blows His Horn (Prestige, 1955)
- Freddie Green, Mr. Rhythm (RCA Victor, 1955)
- Urbie Green, All About Urbie Green y His Big Band (ABC-Paramount, 1956)
- Tiny Grimes, Callin' the Blues con J. C. Higginbotham (Prestige, 1958)
- Gigi Gryce, Gigi Gryce (MetroJazz, 1958)
- Lionel Hampton, You Better Know It!!! (Impulse!, 1965)
- Johnny Hartman, The Voice That Is! (Impulse!, 1964)
- Tramaine Hawkins, To a Higher Place (Columbia, 1994)
- Claude Hopkins, Yes Indeed! con Buddy Tate y Emmett Berry (Swingville, 1960)
- Lena Horne, Lena on the Blue Side (RCA Victor, 1962)
- Langston Hughes, Weary Blues (MGM, 1958)
- Illinois Jacquet, The Kid y the Brute con Ben Webster (Clef, 1955)
- Budd Johnson, French Cookin' (Argo, 1963)
- J. J. Johnson, Goodies (RCA, 1965)
- Mundell Lowe, Porgy &amp; Bess (RCA Camden, 1958)
- Junior Mance, The Soul of Hollywood (Jazzland, 1962)
- Gary McFarland, The Jazz Version of "How to Succeed in Business without Really Trying" (Verve, 1962)
- Carmen McRae, Carmen McRae (Bethlehem, 1954)
- Helen Merrill, Helen Merrill (EmArcy, 1954)
- Helen Merrill, The Artistry of Helen Merrill (Mainstream, 1965)
- Joe Mooney, Lush Life (Atlantic, 1958)
- Phineas Newborn, Jr., Phineas Newborn, Jr. Plays Harold Arlen's Music from Jamaica (RCA Victor, 1957)
- Bud Powell, Blues for Bud (Columbia, 1958)
- Della Reese, Melancholy Baby (Jubilee, 1957)
- Irene Reid, Room for One More (Verve, 1965)
- George Russell, The Jazz Workshop (RCA Victor, 1957)
- Pee Wee Russell, Swingin' con Pee Wee con Buck Clayton (Swingville, 1960)
- A. K. Salim, Stable Mates (Savoy, 1957)
- Shirley Scott, Great Scott!! (Impulse!, 1964)
- Zoot Sims, Zoot! (Riverside, 1956)
- Hal Singer, Blue Stompin' (Prestige, 1959) con Charlie Shavers
- Sonny Stitt, Broadway Soul (Colpix, 1965)
- Sylvia Syms, Sylvia Is! (Prestige, 1965)
- Buddy Tate, Tate's Date (Swingville, 1960)
- Billy Taylor, Kwamina (Mercury, 1961)
- Frank Wess, Southern Comfort (Prestige, 1962)
- Joe Wilder, The Pretty Sound (Columbia, 1959)
- Cootie Williams, Cootie Williams in Hi-Fi (RCA Victor, 1958)
- Kai Winding, Dance to the City Beat (Columbia, 1959)
- Phil Woods, Rights of Swing (Candid, 1961)
- Eddie Jefferson, The Jazz Singer (Evidence, 1959)